# Michael Roden

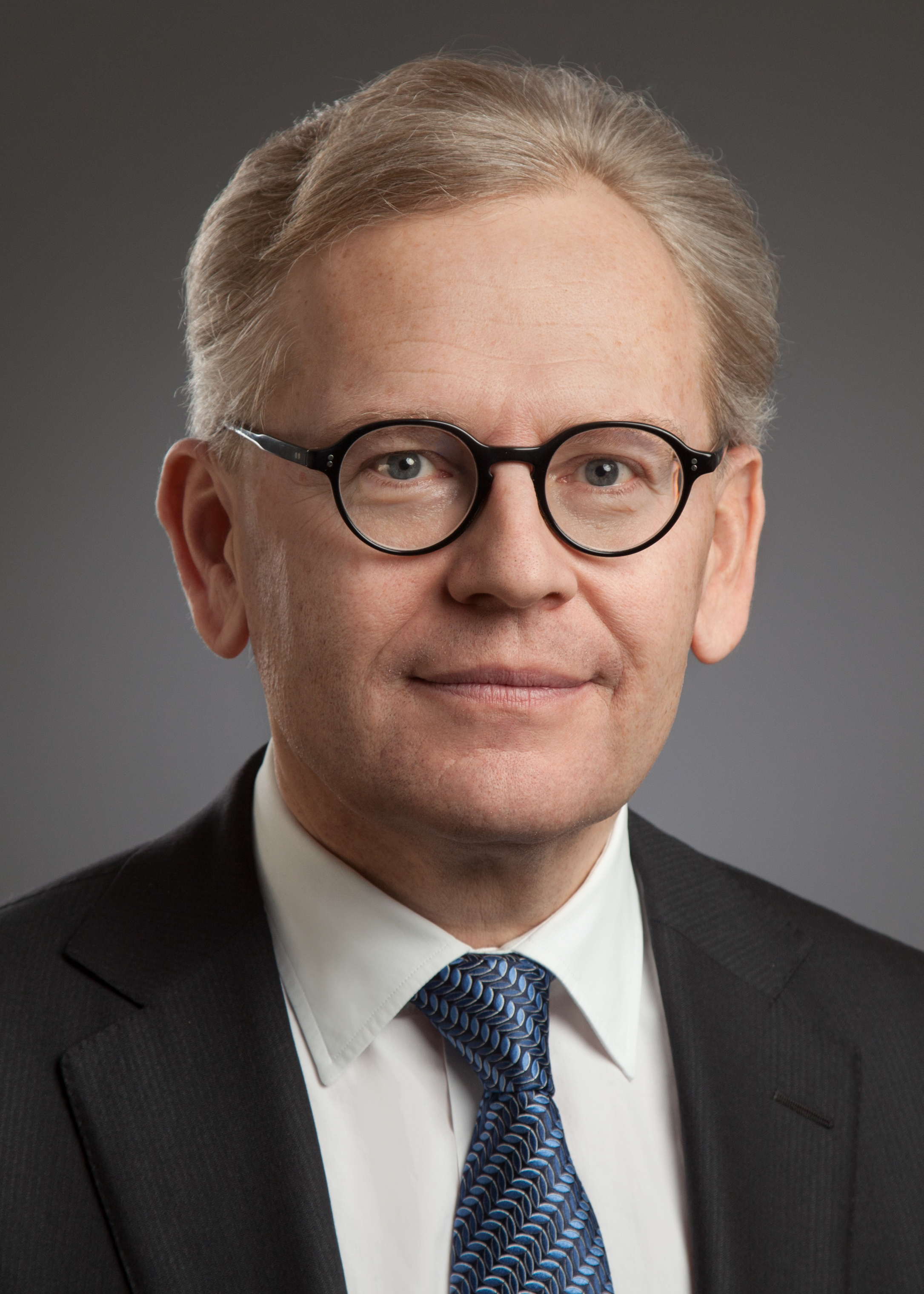
Michael Roden

Michael Roden (* 11. Februar 1961) ist ein österreichischer Internist, Endokrinologe und Diabetologe. Er ist Professor und Lehrstuhlinhaber für Innere Medizin, Endokrinologie und Stoffwechselstörungen an der Heinrich-Heine-Universität Düsseldorf (HHU), Direktor der Klinik für Endokrinologie und Diabetologie am Universitätsklinikum Düsseldorf (UKD) und Sprecher des Vorstands sowie Wissenschaftlicher Geschäftsführer des Deutschen Diabetes-Zentrums (DDZ).

## Werdegang
Nach der Reifeprüfung am Akademischen Gymnasium Wien und seiner Promotion zum Dr. med. univ. 1986 an der Universität Wien, war Michael Roden Assistent am Pharmakologischen Institut und ab 1988 an der 1. Med. Universitätsklinik der Universität Wien tätig, wo er 1994 die Venia legendi als Universitäts-Dozent für Innere Medizin mit einer Arbeit über die „Modulation der hepatischen Insulinsensitivität“ erwarb. Als Max-Kade Fellow forschte er 1994/1995 in der Abteilung für Endokrinologie der Yale University, bevor er als Oberarzt an die Klinische Abteilung für Endokrinologie und Stoffwechsel der Universitätsklinik für Innere Medizin III am Allgemeinen Krankenhaus Wien zurückkehrte und 1997 zum außerordentlichen Universitäts-Professor ernannt wurde. Von 2003 bis 2009 war er Vorstand der 1. Medizinischen Abteilung mit dem Department für Nephrologie am Hanusch-Krankenhaus in Wien und ab 2005 Direktor des Karl-Landsteiner-Institutes für Endokrinologie und Stoffwechselkrankheiten. 2008 wechselte er als W3-Professor an die Heinrich-Heine-Universität nach Düsseldorf und übernahm die Funktion des Wissenschaftlichen Geschäftsführers und Sprechers des Vorstandes des Deutschen Diabetes-Zentrums. Am Universitätsklinikum Düsseldorf ist er Direktor der Klinik für Endokrinologie und Diabetologie. Zudem ist er Vorstandsmitglied des Deutschen Zentrums für Diabetesforschung (DZD e. V.).
Seine Erfahrungen im Bereich Diabetes und Endokrinologie bringt er in viele nationale und internationale Komitees ein. In 2016 wurde er von Bundespräsidenten Joachim Gauck zum Mitglied des Wissenschaftsrates und Vorsitzenden des Medizinausschusses ernannt, welcher die Bundesregierung berät. Von 2017 bis 2021 war er Mitglied des Forums Gesundheitsforschung des Bundesministeriums für Bildung und Forschung und ab 2019 dessen Ko-Moderator. Von 2011 bis 2016 war er Honorary Treasurer und von 2020 bis 2021 Chairman der European Foundation for the Study of Diabetes (EFSD). Als Tagungspräsident leitete er die 54. Jahrestagung der Deutschen Diabetes Gesellschaft (DDG) 2019 unter dem Motto „Diabetes – nicht nur eine Typ-Frage“. Des Weiteren war er Präsident der Central European Diabetes Association (CEDA/FID, 2009 – 2013) und der Österreichischen Diabetes Gesellschaft (ÖDG, 2004 – 2005). Darüber hinaus ist Roden Mitglied zahlreicher wissenschaftlicher Beiräte wie z. B.: des Scientific Advisory Boards der Medizinischen Universität Wien.

## Forschungsschwerpunkte
Michael Roden erforscht den Energiestoffwechsel des Menschen unter physiologischen Bedingungen sowie bei Stoffwechselstörungen wie dem Metabolischem Syndrom, Diabetes mellitus und nicht-alkoholischen Fettlebererkrankungen (NAFLD/NASH). Er hat wesentliche Beiträge zum Verständnis der zellulären Mechanismen der Fettsäuren und Aminosäuren-induzierten Insulinresistenz des Menschen geleistet und untersucht die Funktion der Mitochondrien in Muskel und Leber. Mit seiner Arbeitsgruppe trug er zur Entwicklung neuer Methoden der Stoffwechselanalyse in Echtzeit bei. Die Untersuchungen zeigten, dass die Mitochondrien-Funktion die Entstehung und den Verlauf von Diabetes und NAFLD entscheidend beeinflussen kann. Seine neuesten Studien fokussieren auf die Unterscheidung von Subtypen des Diabetes und deren unterschiedliche Risiken für Folgeerkrankungen und weisen den Weg zur Präzisionsmedizin für Menschen mit Diabetes. Roden ist Autor von mehr als 800 „peer-reviewed“ Publikationen, Mitautor von nationalen und internationalen Leitlinien und Herausgeber des Buches „Clinical Diabetes Research: Methods and Techniques“. Er hat laut der Datenbank Scopus einen h-Index von 110.

## Auszeichnungen
- 2001: Ferdinand-Bertram-Preis der Deutschen Diabetes Gesellschaft (DDG)
- 2001: Novartis (Sandoz) Preis für Chemie, Biologie, Medizin, Österreich
- 2004: International Novartis Award for Innovative Patient Oriented Research
- 2006: ESCI (Mack-Foster) Award for Excellence in Clinical Sciences
- 2006: Oskar-Minkowski-Preis der European Association for the Study of Diabetes (EASD)
- 2013: Ehrendoktorat der Medizinischen Fakultät der Universität Belgrad
- 2014: Somogyi Award der Ungarischen Diabetes Gesellschaft (Magyar Diabetes Társaság)
- 2016: Ehrendoktorat der Medizinischen Fakultät der Nationalen und Kapodistrias-Universität Athen
- 2017: Paul-Langerhans-Medaille der Deutschen Diabetes Gesellschaft (DDG)[19]
- 2018: G. B. Morgagni Prize und Gold Medal Career Achievement[20]
- 2021: Werner-Creutzfeldt-Preis der Deutschen Diabetes Gesellschaft (DDG)[21]
- 2021: Ehrenmitglied der Ungarischen Diabetes Gesellschaft[22]
- 2022: Aufnahme als Mitglied der Sektion Innere Medizin und Dermatologie in die Nationale Akademie der Wissenschaften Leopoldina[23]
- 2022: Aufnahme als Mitglied in der Academia Europaea[24]
- 2022: Auszeichnung als Highly Cited Researcher, Clarivate Analytics[25]
- 2023: Auszeichnung als Highly Cited Researcher, Clarivate Analytics[25]
- 2024: Auszeichnung als Highly Cited Researcher, Clarivate Analytics[25]